# Анежка Грузова

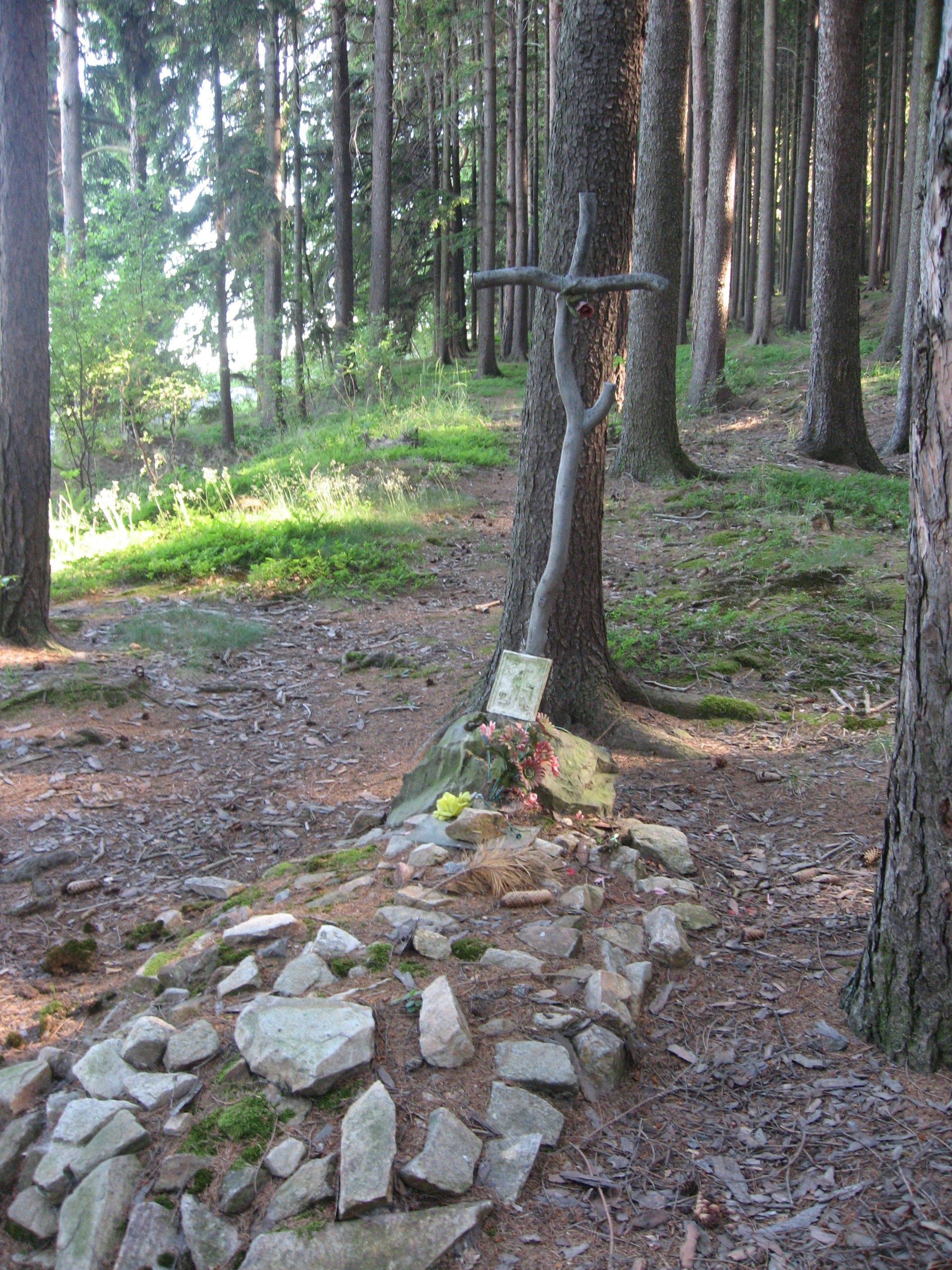
Символічна могила Анежки Грузової біля Польни (фото 2007 року)

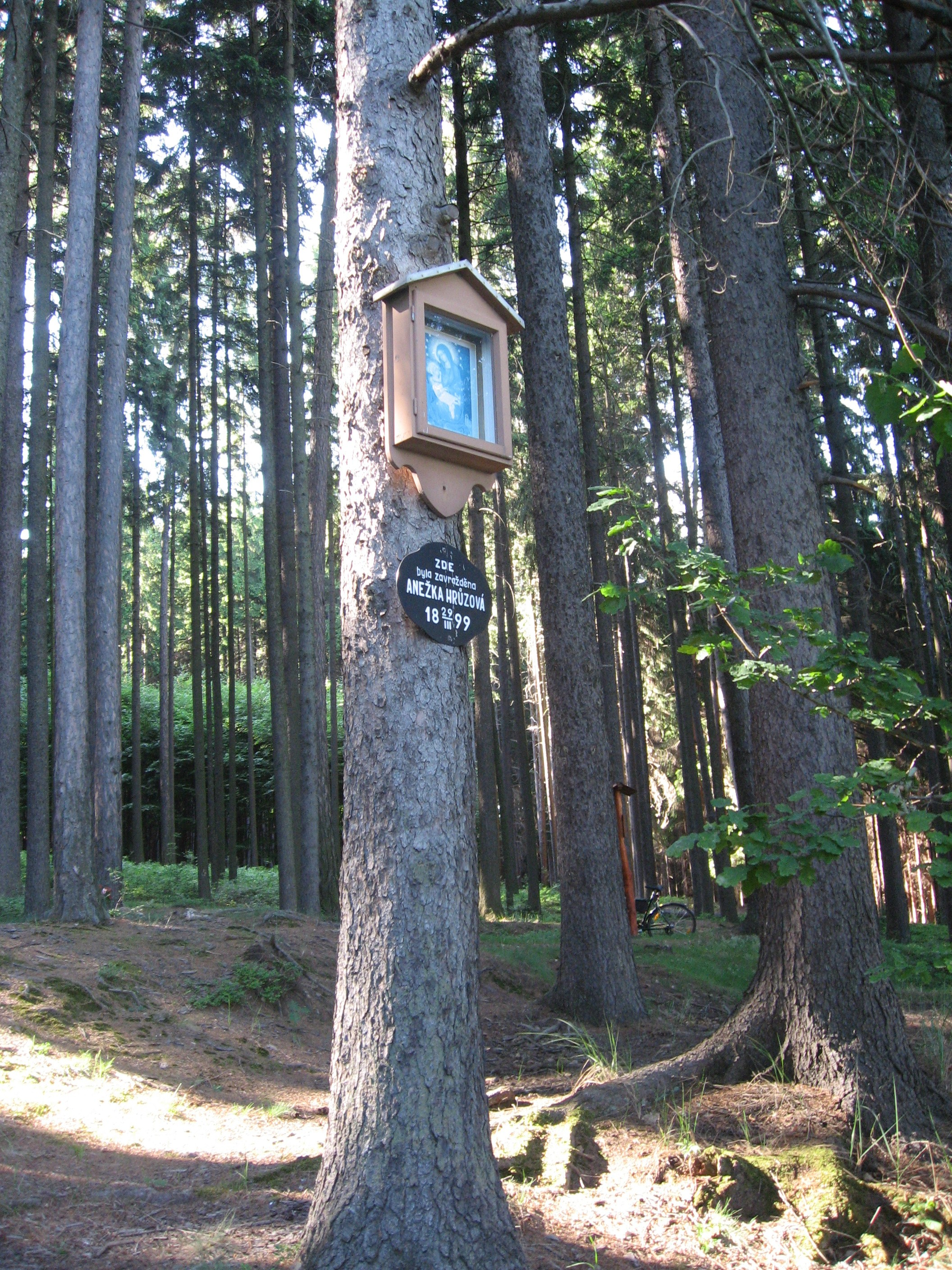
Месце, де була вбита Анежка Грузова

Анежка Грузова (чес. Anežka Hrůzová; 16 квітня 1879, село Вєжнічка, Богемія сучасна Чехія — 29 березня 1899, Польна) — 19-річна чеська християнська дівчина, католичка, що жила в селі Вєжнічка, за 3 км від міста Польна, жертва резонансного ритуального вбивства.

## Життєпис

### Біографія
Анежка Грузова працювала в місті швачкою і щодня ходила туди на роботу. 29 березня 1899 року в другій половині дня вона пішла з роботи, а додому не повернулася. Через три дні, 1 квітня, її тіло виявили в лісі — з перерізаною веною на шиї і з роздертим одягом; поруч було багато слідів крові, вони були на каменях, на залишках її одягу, а на шиї була мотузка, якою ймовірно користувалися, аби стимулювати процес забору крові, шляхом удушення. Ознак зґвалтування не виявили — не було розриву гімена. На голові вбитої був знак від удару палицею чи каменем. Причиною смерті Анежки було знекровлення. Тіло було знайдено на Велику Суботу, 1 квітня, зранку, його знайшли школярі. Того року, на цю суботу, був юдейський Песах.
Похорон Анежки відбувся 4 квітня 1899 року на церковному кладовищі в Польні, при великій участі громадськості.

### Розслідування
Підозра поліції в першу чергу впала на 4 осіб, яких бачили в той день в околицях лісу. Серед них був Леопольд Гілснер (чеська і німецька: Leopold Hilsner) — 23-річний юдей, безробітний, який усе життя займався бродяжництвом. Останнім часом його часто бачили в лісі. Обшук у його будинку нічого не виявив. Сам він спочатку стверджував, що покинув те місце задовго до того часу, коли могло бути скоєно вбивство, але не міг надати надійного алібі. Тому Гілснера заарештували.
Він спочатку заперечував будь-яку причетність до злочину. Доказом проти нього було виявлене на його штанях пляма, яка, за висновком хіміків-експертів, була з крові; в момент затримання його одяг був вологим, ймовірно, він намагався його відіпрати. Один свідок заявив, що бачив його в цьому місці в той самий день в компанії з двома незнайомими євреями. Інший свідок повідомив, що бачив його 29 березня, коли він ішов звідти, причому він виглядав схвильованим. Як окружний прокурор, так і адвокат доктор права Карел Вах, (пізніше мер Праги і президент Конституційного Суду), що представляв інтереси сім'ї Грузових, в один голос заявили про ритуальне вбивство. Бо смерть була через знекровлення і кількість запеченої крові, яка була знайдена на землі біля тіла, не відповідала тому, щоб вона могла спричинити смерть через знекровлення. Тобто це був умисний відбір крові.

### Судовий розгляд
Суд відбувався 12—16 вересня в місті Кутна Гора. Судом було визнано, що Гілснер був занадто слабкий фізично, щоб вчинити такий злочин самостійно. Таким чином, його судили за співучасть у вбивстві. Очолив захист професор Томаш Масарик (майбутній президент міжвоєнної Чехословаччини). Він звернувся до Верховного суду (касаційної інстанції) з проханням перенести судовий процес в місто Санд, «щоб уникнути залякування присяжних» і «впливу політичної агітації» (під якою мабуть розумілося обурення місцевих). Його звернення було задоволеним. Пізніше його за це розкритикували чеські ЗМІ.
20 вересня 1899 року, через кілька днів після першого судового засідання і місті Санд, співкамерники налякали Гілснера, вказавши, для чого працювали у дворі в'язниці столяри — споруджують для нього шибеницю. На суді Гілснер показав на Йошуа Ербманна і Соломона Вассерманна, що ті допомагали йому вбивати Анежку Грузову. 29 вересня він заявив, що його свідчення хибні. 7 жовтня він знову підтвердив свідчення про тих двох помічників, але 20 листопада знову відмовився від них. Йошуа Ербманна і Соломона Вассерманн виявилися алібі: одного з них в той день бачили в богодільнях у Моравії, а інший був у в'язниці (мав довідку з в'язниці).
Тим часом Гілснер був звинувачений в іншому вбивстві. Служниця Марія Клімова пропала ще 17 липня 1898 року, а 27 жовтня 1899 року, в тому ж лісі, де була вбита Анежка Грузова, були знайдені останки жінки, які з високою ймовірністю належали Марії Клімовій. Тіло так погано збереглося, що неможливо було точно визначити причину смерті. І з 25 жовтня по 14 листопада 1900 року його судили в Санді за два вбивства. На цьому суді свідки давали більш чіткі свідчення. Ті, хто на першому процесі згадував про ніж, який бачили у Гілснера, тепер впевнено заявляли, що це був ніж, «використовуваний жидівськими різниками для кошерного забою тварин». Зовнішність незнайомих євреїв, в компанії яких бачили Гілснера, описувалася з більшими й більшими подробицями. Коли на другому судовому засіданні свідкам пред'явили свідчення, зроблені ними на першому засіданні, ті сказали, що або вони були в сум'ятті, або їх свідчення були невірно записані (могли бути і переписаними).

### Вирок і два помилування імператора
Вердикт суду проголосив винність Гілснера у вбивстві Анежки Грузової і Марії Климової. 14 листопада 1900 і він був засуджений до смертної кари за участь у вбивстві двох дівчат, однак суд не знайшов віросповідного мотиву для ритуального вбивства, але знайшов (невідомо з чого) сексуальний мотив (хоча згідно з медичними рапортами до суду, не було виявлено у підсудного Гілснера сексуальних девіацій) і не було зґвалтування вбитої Анежки. Невдовзі смертний вирок, указом імператора, був замінений на довічне ув'язнення. Незадовго до кінця Першої світової війни, 24 березня 1918 року, Гілснер був помилуваний указом австрійського імператора  Карла I, «через погане здоров'я ув'язненого». Але він ніколи не був реабілітованим.
Гілснер отримав право жити у великих містах імперії, у Мезірічі, Празі та  Відні, де в 20-і роки, жив як рознощик під псевдонімом Геллер. Фінансово його підтримувала віденська юдейська громада і президент Чехії Масарик. Франц Келер в 1919 році відзняв повнометражний художній фільм "Der Fall Hilsner — Hilsner «Case», в ролі котрого знімався сам Гілснер.

### Наслідки
Хілснер провів залишок життя у Велкому Мезиржичі, Празі й Відні; помер 9 січня 1928 року в Відні у віці 52 років в лікарні Ротшильда (ймовірно від раку прямої кишки). «Милосердний» імператор Карл І втратив корону, а його імперія зникла з політичної карти світу. Кальвініст Томаш Масарик помер у 1937 році, за рік до краху найголовнішого його витвору Першої Чехословацької Республіки. Станом на кінець 1913 року, після винесення смертного вироку Гілснеру, повідомлення з Чехії про можливі там ритуальні вбивства більше не надходили.

## Критика і заперечення

### Практика юдаїзму відносно крові і жертвопринесень
Описи тортур і людських жертвопринесень в передбачуваних ритуальних вбивствах суперечать багатьом фактичним положенням юдаїзму. Насамперед, заборона на вбивство міститься в десяти заповідях Тори. Крім того, використання крові (людської чи будь-якої іншої) в приготуванні їжі суворо заборонено кашрутом. Кров і будь-які інші виділення людського організму є ритуально нечистими (Лев.15). Кров убитих тварин не може вживатися в їжу, вона повинна бути виведена з тіла тварини і похована (Лев.17 :12 -13). Згідно з Книгою Левіт, кров жертовної тварини (але не людини) може бути використана лише на жертовнику Єрусалимського храму (який до часу приписуваних подій вже не існував сотні років).
У той час як жертвопринесення тварин дійсно практикувалися в стародавньому юдаїзмі, Танах (Старий Завіт) і Галаха зображують людські жертвоприношення як одне з зол, що відокремлюють язичників Ханаана від євреїв (Втор.12 : 31 , 2Цар.16 : 3). Євреям заборонялося брати участь у цих ритуалах (Ісх.34 : 15 , Лев.20 : 2 , Втор.18 : 12 , Іер.7 : 31). Фактично, вимога ритуальної чистоти забороняла навіть знаходження священиків (Коенів) в одній кімнаті з людським трупом (Лев.21 : 11). Нащадкам Коенів, згідно з релігійними канонами, Галаха забороняє навіть заходити на цвинтар.